# Petite Rivière de l’Artibonite
Petite Rivière de l’Artibonite (Haitianisch-Kreolisch Ti Rivyè Latibonit, vollständig: Ville de Petite Rivière de l'Artibonite) ist eine Gemeinde im Département Artibonite von Haiti.

## Geschichte
Im Jahr 1802 wurde die Siedlung Schauplatz von Auseinandersetzungen zwischen haitianischen Aufständischen und französischen Streitkräften, die sich auf dem Rückzug befanden. Am 22. März des Jahres erschien der französische General Rochambeau mit seiner Division auf dem Gefechtsfeld, um die bei Petite Rivière de l’Artibonite befindliche Festung Fort de la Crete-à-Pierrot zu belagern. Die Festung befindet sich im Südosten am Fuß des Morne de la Tranquillité, zwischen dem Acul du Parc und dem Fluss Artibonite.
Am 15. November 1802 trafen sich Alexandre Sabès Pétion und Henri Christophe mit Jean-Jacques Dessalines in Petite Riviere de l’Artibonite, um den Übergang der Aufstände in den allgemeinen Unabhängigkeitskrieg gegen die Kolonialmacht zu beschließen.
Im Rahmen der Krise in Haiti seit 2018 verhängte die Regierung am 19. Juli 2024 für einen Monat den Ausnahmezuständ (état d’urgence) über die seit 2023 von Banditen kontrollierten Gemeinde. Anfang Dezember 2024 gelang es der Police Nationale d’Haïti mit Unterstützung durch Kräfte der Mission multinationale d’appui à la sécurité (MMAS), im Zentrum der Gemeinde wieder die Ordnung herzustellen. Nach nur zwei Tagen antwortete die Bande „Gran grif“ mit einem Gemetzel, dem in der Nacht vom 10. auf den 11. Dezember zwölf Menschen (darunter vier Kinder) zum Opfer fielen; zehn Häuser wurden abgebrannt.

## Lage und Beschreibung
Die Stadt besteht aus sechs Gemeindebezirken:
- Bas-Cousin 1,
- Bas-Cousin 2,
- Labady,
- Savane-à-Roche,
- Pérodin und
- Médor

Die Route Départementale 11 verbindet Petite Rivière de l’Artibonite mit der Route Nationale RN-1 (8 Kilometer) im Westen und der Route Nationale RN-3 bei Mirebalais (84 Kilometer) im Südosten.

## Personen aus Petite Rivière de l'Artibonite
- Hannes Delcroix (* 1999), belgischer Fußballspieler